# Palanquí

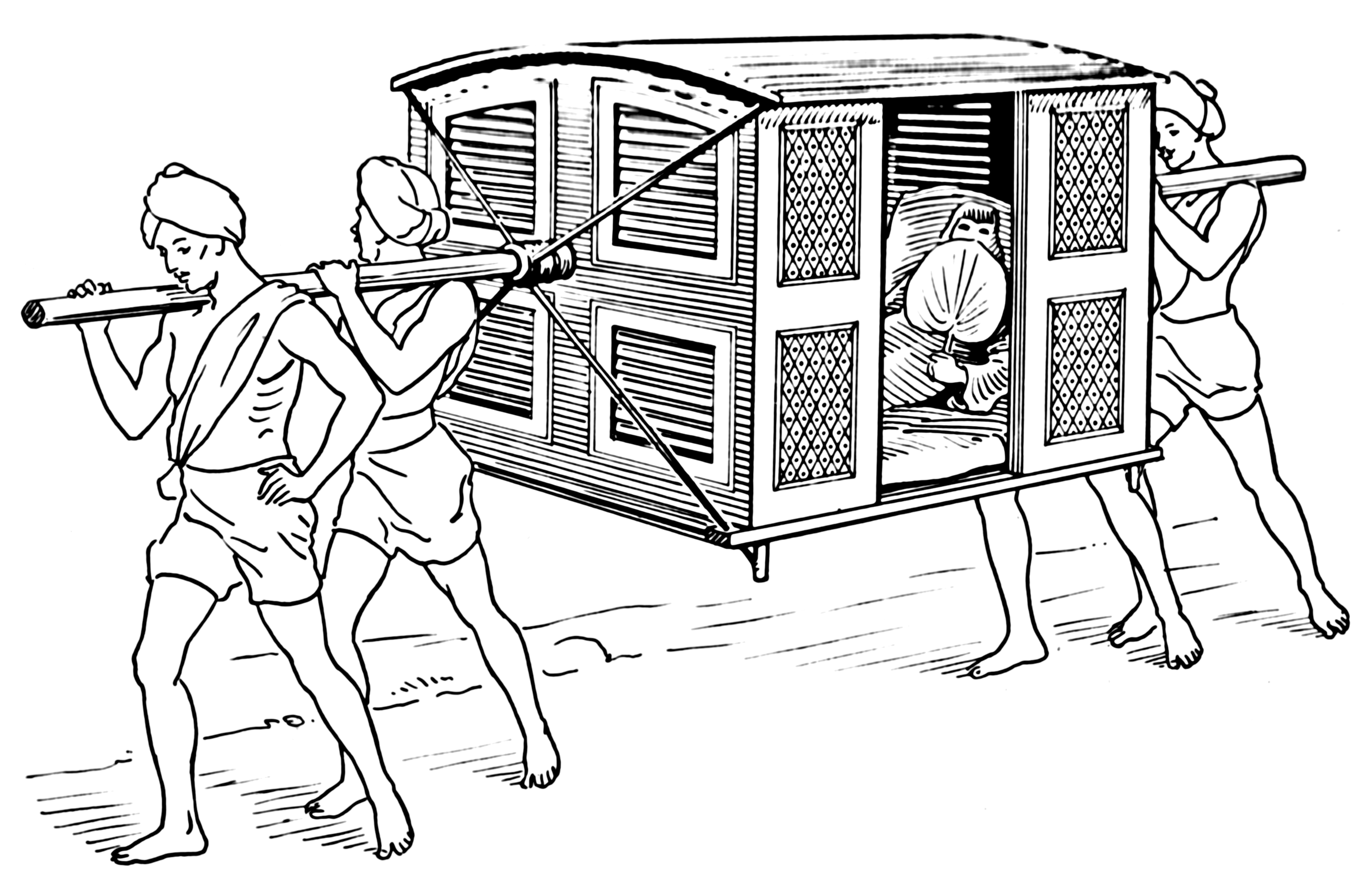
Un exemple de palanquí

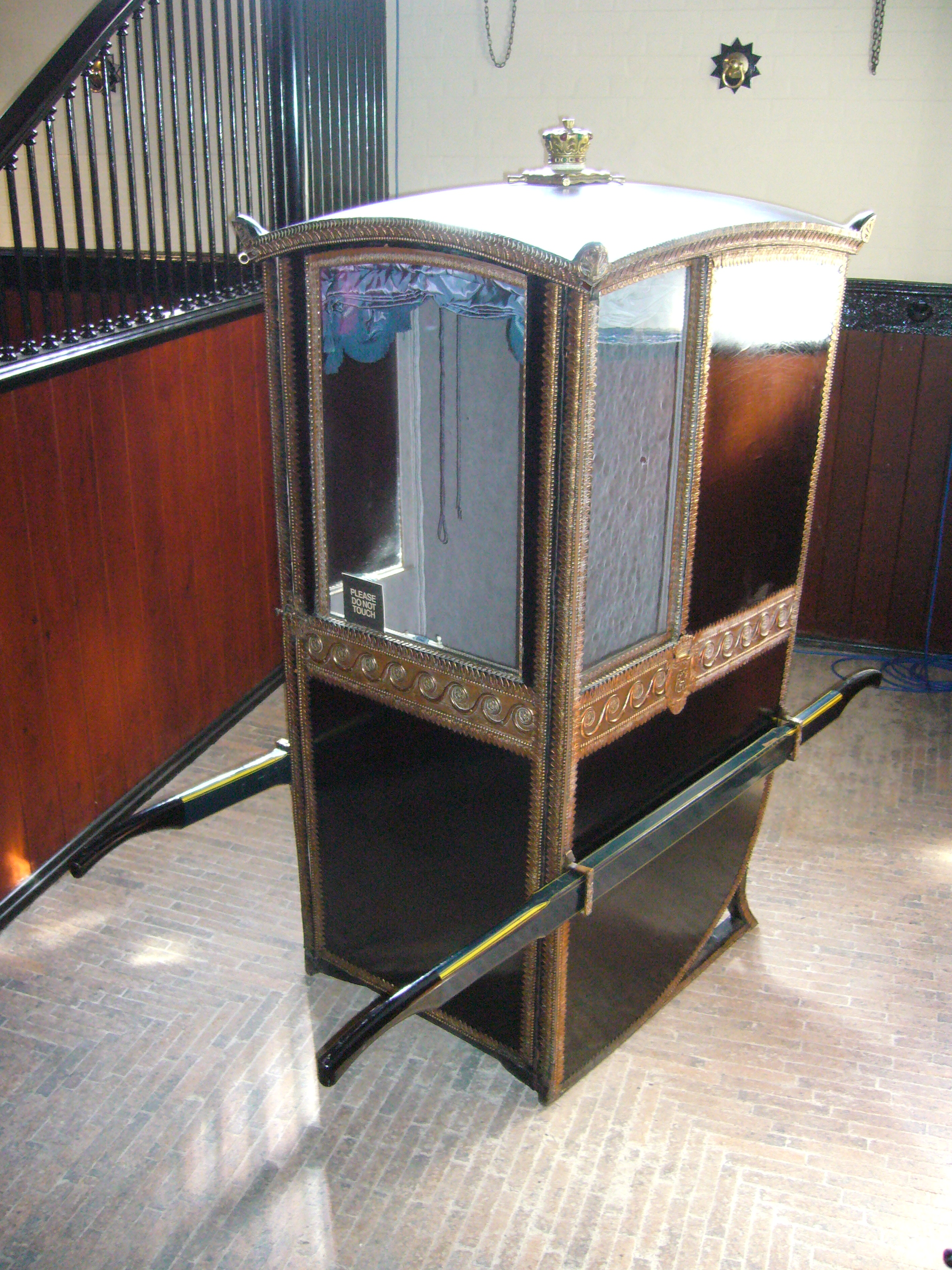
Una cadira de sedan anglesa (vora finals del) a Eaton Hall, Cheshire.

Un palanquí és una mena de caixa, o de llitera, portada pels homes o pels animals i que utilitzaven persones importants en una gran part d'Àsia, per a fer-se transportar d'un lloc a l'altre. És present a l'Índia i la Xina des de fa uns dos mil anys, el palanquí també es troba al Japó, Corea i a Ghana. A diferència de la llitera portada per homes europea, el palanquí de vegades el porten un gran nombre d'homes, que marquen així l'estatus del seu ocupant. Una mena de palanquí s'instal·la de vegades sobre animals com el dromedari o l'elefant. Aleshores rep el nom de howdah.
El nom de palanquí prové del tàmil pallakku i del telugu pallaki, que designa una capa de dormir. L'ús palanquins es menciona en textos molt antics com el Ramayana. Els palanquins existien igualment a la Xina, des de la dinastia Han, fa dos mil anys. Als segles xvii i XVIII van tenir un auge per part dels comerciants europeus a Bengala. A l'Extrem Orient, l'ús dels palanquins va començar a retrocedir després de la introducció dels rickshaws a la dècada de 1930.

## Definicions

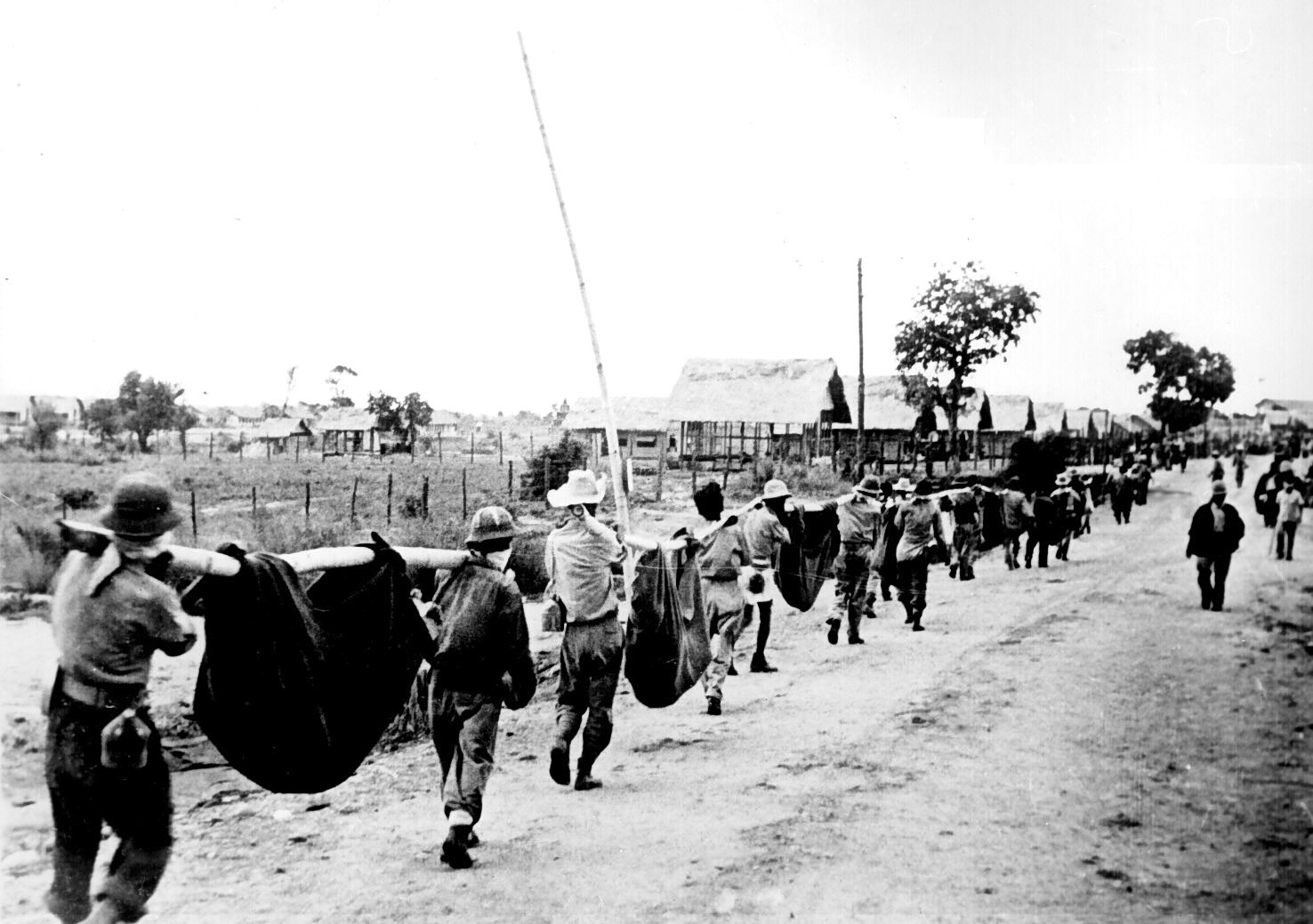
Palanquins improvisats de cabestrell a la Marxa de la Mort de Bataan a les Filipines l'any 1942.

Una simple palanquí, sovint anomenat "portador de reis", consisteix en un cabestrell enganxat al llarg de la seva longitud a pals o estirat dins d'un marc. Els pals o el marc són portats pels porters davant i darrere. Aquestes camades senzilles són comunes en els camps de batalla i situacions d'emergència, on el terreny prohibeix que els vehicles amb rodes portin els morts i els ferits.
Els palanquins també es poden crear mitjançant l'adopció de la fixació de pals a una cadira. Aquests baiards, que consisteixen en una simple cadira de canya amb potser un paraigua i dos bastons de bambú, encara es poden trobar a les estacions de muntanya xineses, com les muntanyes Huangshan, per transportar a turistes per camins escènics i així veure llocs inaccessibles per altres mitjans de transport.
Una versió més luxosa consisteix en un llit o un sofà, de vegades tancat per cortines, perquè el passatger o els passatgers estiguin al llit. Aquests són portats per almenys per dos porters en igual nombre davant i darrere, utilitzant baranes de fusta que passen per entre suports als costats del sofà. Els de tipus més grans i pesants serien portats per animals de tir.

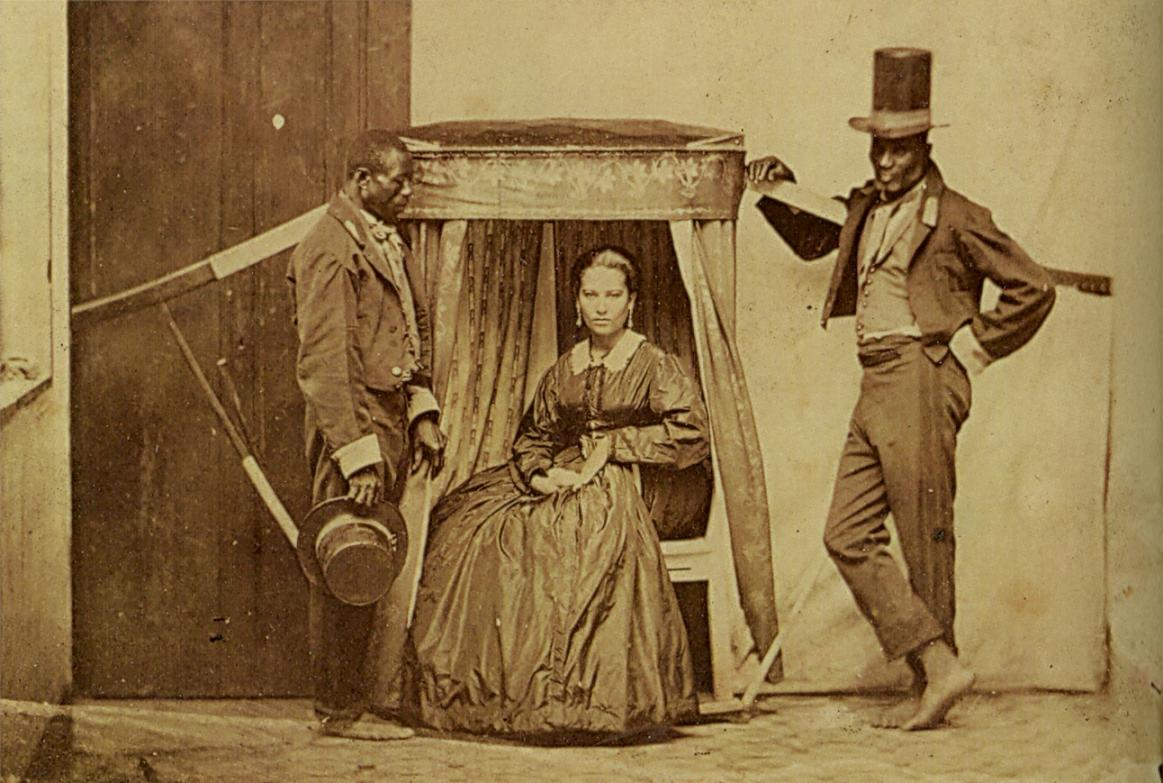
Senyora en un palanquí sent transportada pels seus esclaus, a São Paulo, Brasil, l'any 1860

Una altra forma, comunament anomenada cadira de sedan (sedan chair en anglès), consisteix en una cadira o una cabina amb finestres adequades per a un sol ocupant, que també porten almenys dos carregadors davant i darrere, utilitzant baranes de fusta que passen a través de suports als costats de la cadira. Aquests porters eren coneguts a Londres com a "presidents". Aquests han estat molt poc freqüents des del segle xix, però els palanquins portàtils tancats s'han utilitzat durant segles com a forma d'elit de transport, especialment en cultures on les dones es mantenen aïllades.
Les cadires de sedan, en ús fins al segle xix, van ser acompanyades a la nit per patges que portaven torxes. Quan era possible, els patges escortaven el menjar als presidents, i els passatgers ho lliuraven a la porta dels seus allotjaments. A la dècada de 1970, l'empresari i el resident de Bathwick, John Cuningham, va reactivar el negoci de serveis de la cadira de sedan durant un breu període.

## Antiguitat
A l'Egipte faraònic i a molts regnes orientals com l'Índia i la Xina, el governant i les divinitats (en forma d'ídol com el cas de Krishna) sovint es transportaven en palanquins de manera pública, sovint en processó, com durant les festes cerimonials o religioses estatals.
Les instruccions per construir l'Arca de l'Aliança en el llibre de l'Èxode són similars a les d'un palanquí.
A la Roma antiga, una palanquí anomenat lectica o "sella" sovint portava membres de la família imperial, així com altres dignitats i altres membres de l'elit rica, quan no es muntava a cavall.
L'hàbit hauria d'haver-se demostrat bastant persistent, per al Tercer Consell de Braga l'any 675 dC va veure la necessitat d'ordenar que els bisbes, en portar les relíquies de màrtirs en processó, haurien de caminar cap a l'església, i no ser portats en una cadira ni en una camada, per diaques vestits de blanc.
A l'Església catòlica, els papes van ser portats de la mateixa manera en la Cadira gestatòria, la qual va ser substituïda posteriorment pel Papamòbil.

## Subcontinent indi

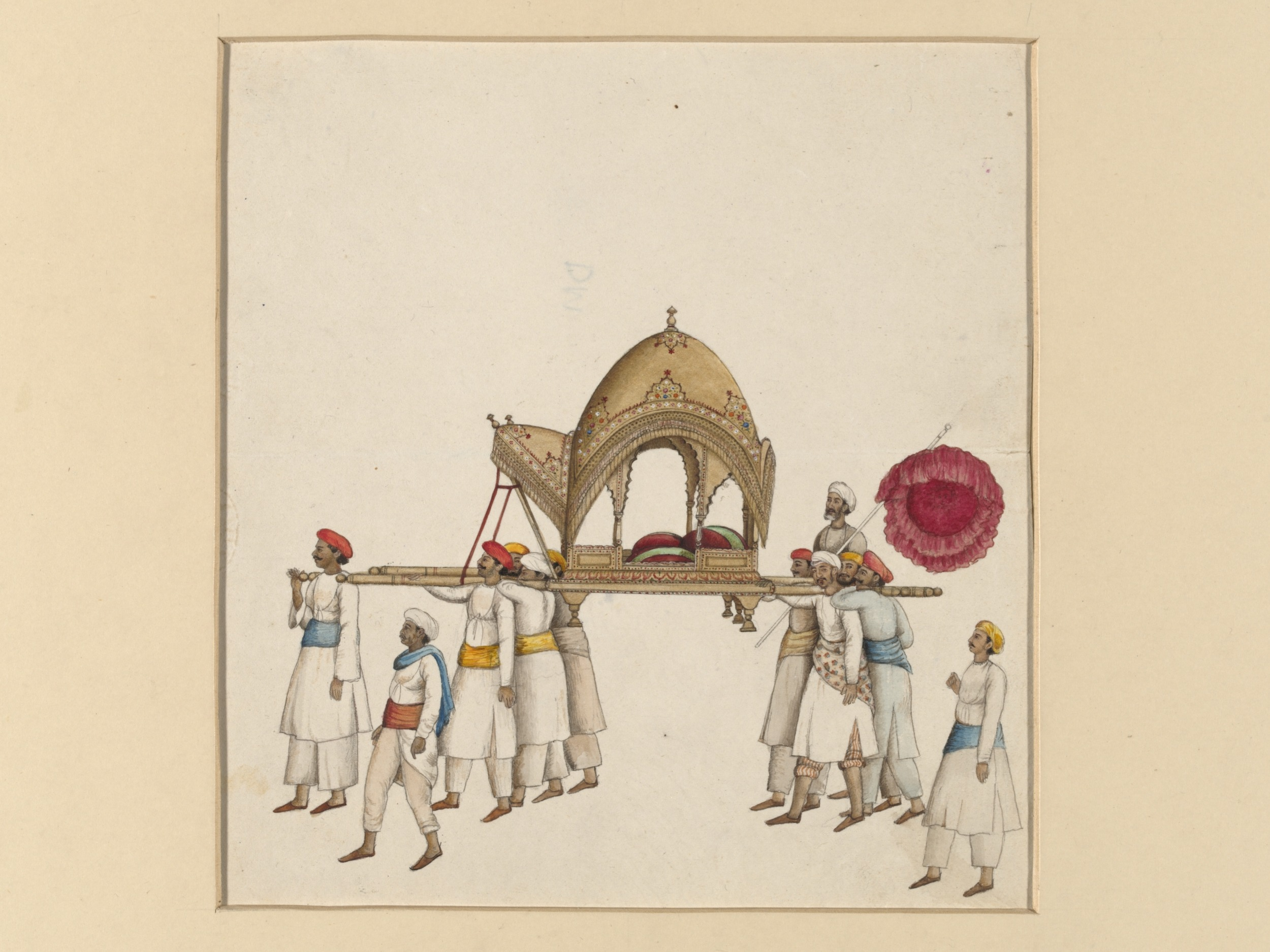
Una cadira de sedan coberta sent transportada per vuit o nou homes, vestits de blanc amb diverses fulles i turbants de colors.

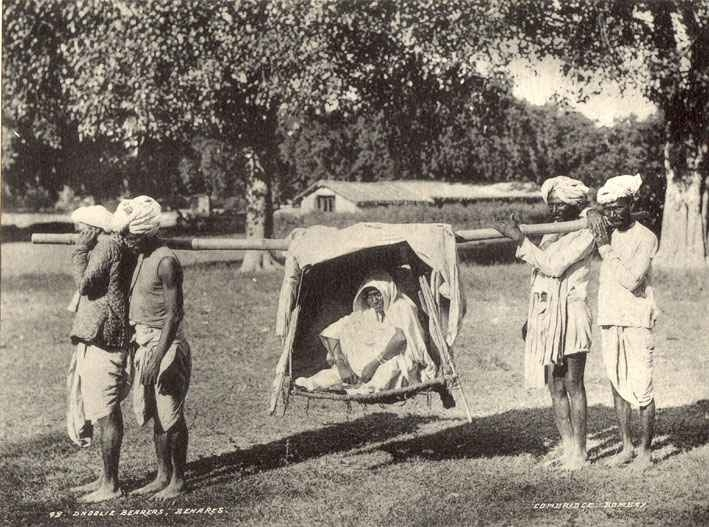
Un palanquí d'elaboració hindú a Varanasi, c. 1895.

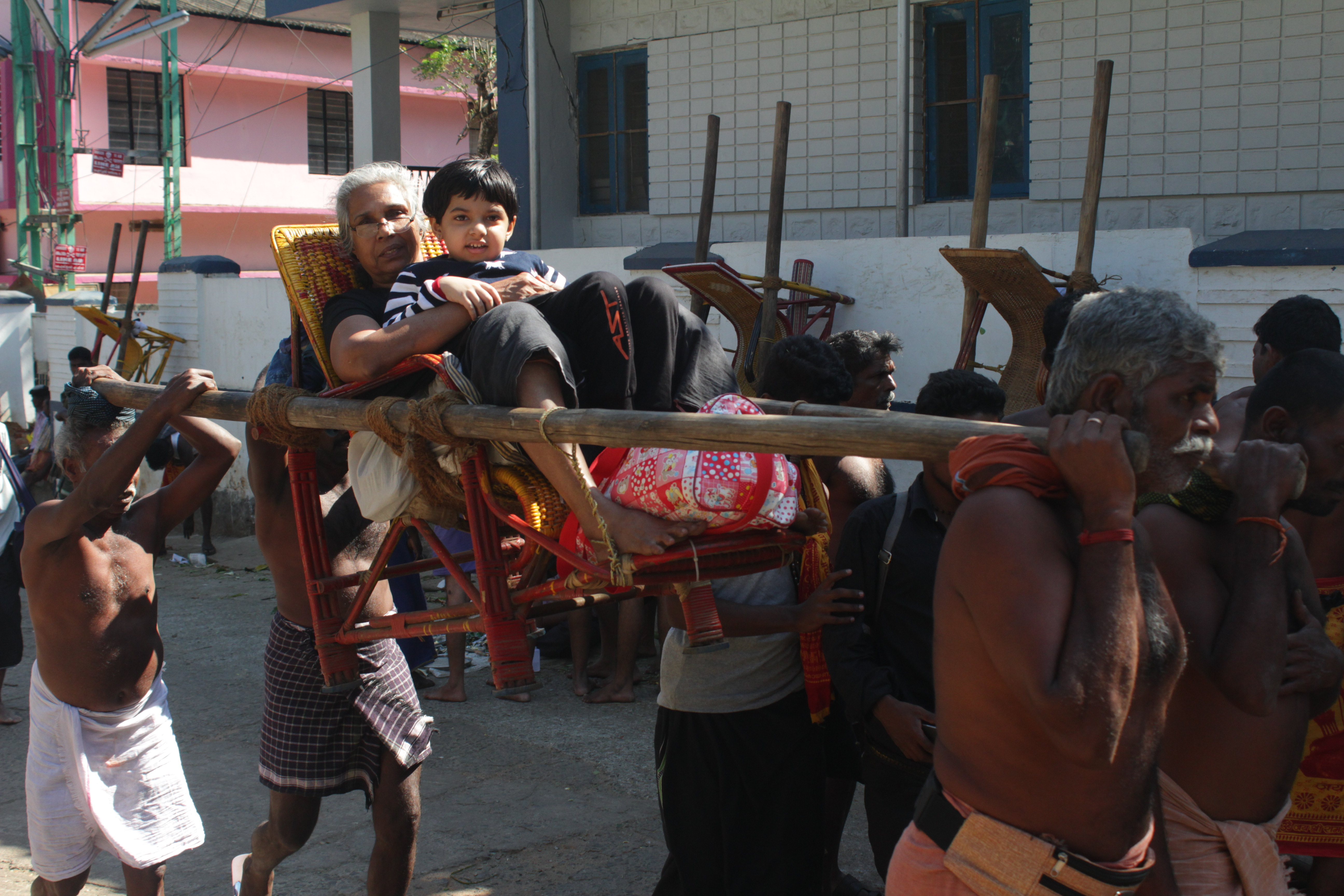
Servei de doli a Sabarimala.

Un palanquí és una llitera coberta, normalment per a un passatger. És portat per parells de portadors (que varia entre dos i vuit, però més comunament quatre) sobre les seves espatlles, mitjançant un pal que es projecta cap enfora i cap enrere.
La paraula deriva del sànscrit palyanka, que significa llit o sofà. La forma malaia i javana és palangki, en hindi i bengalí, palki. Pel que sembla, els portuguesos van afegir una terminació nasal a aquestes derivacions: palanquim. L'anglès i el castellà ho van adoptar del portuguès com a palanquin. En català en canvi, aquesta consonant final es treu i s'accentua la vocal final: palanquí. Els palanquins varien de mida i grandària. El més petit i més simple, seria un bressol o bastidor suspès per les quatre cantonades d'un pal de bambú i portat per dos portadors, el qual es denomina doli. Els palanquins més grans són caixes de fusta rectangulars de vuit peus de llarg, quatre peus d'amplada i quatre peus d'alçada, amb obertures a banda i banda protegides per cortines o persianes. Els interiors estan equipats amb llençols i coixins. L'ornamentació reflecteix l'estatus social del viatger. Els palanquins més ornamentats disposen de pintura de laca i fonaments de bronze en els extrems dels pals. Els dissenys inclouen fullatge, animals i patrons geomètrics.
Ibn Battuta els descriu de la següent manera: "són portats per vuit homes en dos lots de quatre, que descansen i els carreguen al seu torn. A la ciutat hi ha sempre alguns homes que es troben als basars i a la porta del sultan, com també a les portes d'altres persones per ser contractats". Les de "les dones estan cobertes de cortines de seda".
Els palanquins són esmentats a la literatura tan aviat com el Ramayana (c. 250 aC). Les dones índies de rang sempre viatjaven mitjançant palanquins. El transport es va fer popular entre els residents europeus a l'Índia i va ser utilitzat àmpliament per ells. Pietro Della Valle, un viatger italià del segle xvii, va escriure:
El fet de passar amb Palanchino als territoris portuguesos de l'Índia està prohibit als homes, ja que, de fet, és quelcom massa efeminat, però, com que els portuguesos són molt observadors de les seves pròpies lleis, al principi van començar a ser tolerats amb motiu de la pluja, com també per als favors o els regals, i després es va fer tan comú que s'utilitzarien gairebé per tothom durant tot l'any.
El transport amb palanquí era agradable. Posseir-ne un i mantenir el personal al poder era un luxe assequible fins i tot als empleats amb pocs pagaments de la Companyia Britànica de les Índies Orientals. Preocupat perquè aquesta indulgència portés a la negligència empresarial a favor del "senderisme", el 1758 el tribunal de la companyia va prohibir als seus empleats joves comprar i mantenir palanquins. També, en l'època dels britànics a l'Índia, els dolis es van servir d'ambulàncies militars, que solien transportar els ferits del camp de batalla.
A principis del segle xix, el mode més freqüent de transport de llarga distància per a l'afluent era el palanquí. L'oficina de correus podia organitzar, amb alguns dies d'avió, relleus de portadors per transmetre un palanquí de viatger entre les diligències o estacions. La distància entre aquests en el sistema de govern "dak" (en hindi: "correu") era de 16 quilòmetres aproximadament i es podia cobrir en tres hores. El complement habitual d'un relleu consistia en dos portadors de torxes, dos porters d'equipatges i vuit portadors de palanquins que treballaven en quadrilles de quatre, tot i que els vuit podrien entrar en trams escarpats. Un passatger podria viatjar directament o parar el viatge en bungalows dak situats a determinades estacions.
Fins a mitjans del segle xix, "la majoria de la gent de Calcuta va mantenir una plancha i un conjunt de portadors", però van caure en favor de llargs viatges, ja que es van desenvolupar vaixells de vapor, ferrocarrils i carreteres adequades per al transport de rodes. A principis del segle XX eren gairebé "obsolets entre els europeus". Els rickshaws, introduïts a la dècada de 1930, els van suplantar pels viatges per la ciutat.
L'ús modern del palanquí es limita a ocasions cerimonials. Un doli porta la núvia en un casament tradicional hindú, i també es poden utilitzar per portar imatges religioses en processons hindús.